# Agenzia statale d'investigazione e protezione
L'Agenzia statale d'investigazione e protezione (acronimo: SIPA, in inglese State Investigation and Protection Agency; in bosniaco Državna agencija za istrage i zaštitu) è l'agenzia di polizia di stato della Bosnia ed Erzegovina, istituita nel 2002 con sede a Sarajevo Est. Oltre alla sede centrale, la SIPA ha uffici regionali a Banja Luka, Mostar e Tuzla. La SIPA è sotto l'amministrazione diretta del Ministero della Sicurezza della Bosnia ed Erzegovina. In sostanza, è l'equivalente bosniaco-erzegovese dell'FBI americana o del comitato investigativo russo. La SIPA è la prima agenzia di polizia a livello statale istituita dopo la firma dell'accordo di pace di Dayton e il suo funzionamento rappresenta una condizione importante per l'adesione della Bosnia ed Erzegovina all'Unione europea.

## Storia
Dopo la guerra in Bosnia ed Erzegovina e l'accordo di Dayton, la prima organizzazione con autorità di polizia molto limitate è stata l'Agenzia per l'informazione e la protezione della Bosnia ed Erzegovina (Agencija za informacije i zaštitu Bosne i Hercegovine), fondata nel 2002, con l'adozione della Legge che ha definito questa agenzia di sicurezza come un'istituzione indipendente dello stato. Nell'atto istitutivo originario, quest'agenzia indipendente aveva il compito di raccogliere dati di interesse relativi ai crimini internazionali e alla legislazione penale dello stato, nonché di proteggere le personalità politiche più importanti e le missioni diplomatiche e consolari della Bosnia ed Erzegovina.
Con l'adozione della legge sull'agenzia statale d'investigazione e protezione nel giugno 2004, l'Agenzia per l'informazione e la protezione è stata trasformata in Agenzia statale d'investigazione e protezione e ha ricevuto poteri di polizia e, sebbene fosse poi posta sotto il controllo del Ministero della sicurezza della Bosnia ed Erzegovina, è rimasta operativamente indipendente, la SIPA è diventata la prima agenzia di polizia che ha giurisdizione sull'intero territorio della Bosnia ed Erzegovina, indipendentemente dalle entità e dai confini cantonali. Quel momento ha segnato l’inizio del vero sviluppo della SIPA e il rafforzamento delle sue capacità operative.
Questa legge definisce la SIPA come un'organizzazione amministrativa del Ministero della Sicurezza statale con indipendenza operativa. La nuova legge ha ampliato significativamente le competenze della SIPA, rendendo l'Agenzia responsabile delle seguenti attività: prevenzione, accertamento e investigazione dei reati penali sotto la giurisdizione del Tribunale della Bosnia ed Erzegovina, in particolare criminalità organizzata, terrorismo, crimini di guerra, tratta di esseri umani e altri crimini contro l’umanità e i valori tutelati dal diritto internazionale e gravi crimini finanziari, protezione fisica e tecnica di persone e cose e protezione dei testimoni vulnerabili e dei testimoni minacciati, nonché la formazione e lo sviluppo di un'unità speciale.
Dopo l'approvazione della legge sulla direzione per il coordinamento degli organismi di polizia e delle agenzie per il supporto della struttura di polizia della Bosnia ed Erzegovina nel 2008, nonché della legge sulle modifiche alla legge sull'Agenzia statale d'investigazione e protezione, dall'inizio del 2011 i compiti e le attività di protezione delle persone e dei beni dalla competenza della SIPA sono stati trasferiti alla competenza della Direzione per il Coordinamento degli Organismi di Polizia della Bosnia ed Erzegovina.

## Organizzazione
Al momento della sua istituzione, l'Agenzia per l'informazione e la protezione della Bosnia ed Erzegovina aveva solo tre dipendenti. Nel tempo e con l'ampliamento della giurisdizione della SIPA, è cresciuta la necessità di un numero maggiore di dipendenti impiegati nelle varie mansioni all'interno dell'agenzia. Oggi la SIPA conta quasi 850 dipendenti, distribuiti in 11 unità organizzative. La sede della SIPA è a Istočno Sarajevo, in via Nikola Tesla 59, e ha anche tre uffici regionali aggiuntivi in tutta la Bosnia ed Erzegovina: a Banja Luka, Mostar e Tuzla.

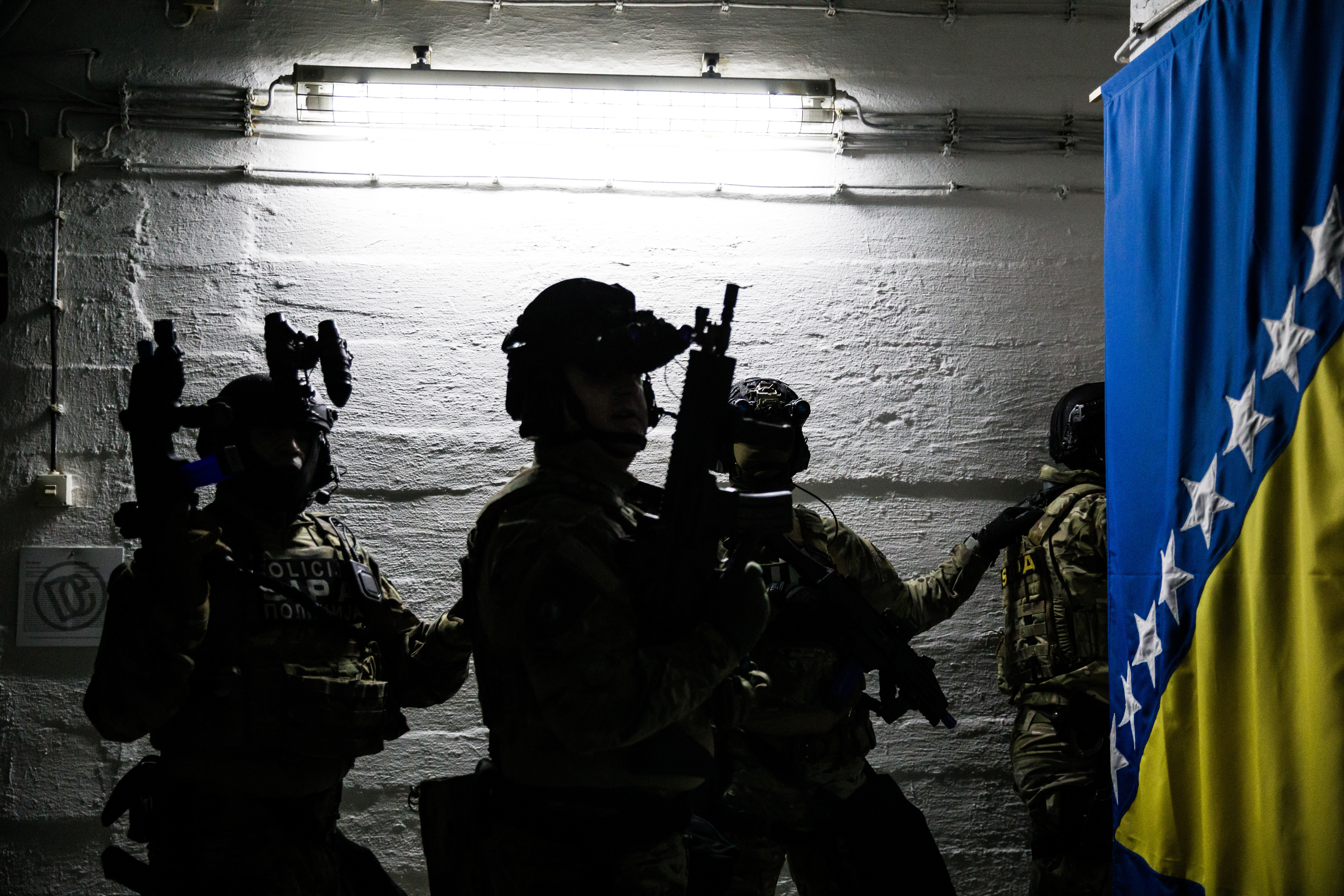
Squadra antiterrorismo delle SOF in esercitazione a Konjic, nel bunker di Tito.

Il direttore della SIPA è Darko Ćulum, che ha assunto questo incarico nel 2020. Il vicedirettore è Đuro Knežević, che svolge questo compito dalla metà del 2014. Jasmin Gogić ricopre la carica di vicedirettore del dipartimento di controllo interno dal 2014.
La SIPA è organizzata in 11 unità organizzative, la sede centrale e tre uffici regionali:
- Settore della pianificazione, dell'analisi, della cooperazione e dell'informazione
- Dipartimento di investigazione criminale
- Dipartimento di controllo Interno
- Settore per l'investigazione dei crimini di guerra e degli atti criminali punibili ai sensi del diritto internazionale umanitario
- Dipartimento finanziario e di intelligence
- Unità operativa speciale
- Dipartimento per l'amministrazione e il supporto interno
- Settore degli affari materiali e finanziari
- Unità di revisione interna
- Dipartimento protezione testimoni
- Settore per il supporto operativo
- Sede centrale SIPA Sarajevo est
- Ufficio regionale di Banja Luka
- Ufficio regionale di Mostar
- Ufficio regionale di Tuzla

## Equipaggiamento
Le unità della SIPA sono equipaggiate come la maggior parte delle unità antiterrorismo nel mondo, con una vasta gamma di armi da fuoco specializzate tra cui la Zastava M70 di fabbricazione jugoslava, così come altre varianti da 7.62 mm come AK-74 e AK-74U, oltre a fucili d'assalto calibro 5,56 mm come la carabina M4A1.
Impiegano anche altre armi di diversi calibri come Heckler & Koch MP5, G3, G36, vari fucili di precisione, pistole come CZ 99 e Glock 17 e armi non letali come strumenti antisommossa, granate stordenti e attrezzature varie tra cui armature pesanti, strumenti di accesso e ottiche per la visione notturna.
La SIPA attualmente utilizza veicoli sia militari che civili, come Hummer, BRDM-2, Iveco LMV, Toyota Land Cruiser, VW Golf, VW Transporter e Mercedes-Benz G270.
Per le operazioni che comportano l'intervento aereo, i principali mezzi di trasporto sono tre Jet Rangers, due Bell 212, un Mil Mi-8, quattro SOKO Gazelle Gama e un UH-1H.

### Armi leggere
| Modello                     | Immagine | Calibro          | Tipo                                    | Origine           | Dettagli                             |         |         |         |         |         |
| Pistole                     | Pistole  | Pistole          | Pistole                                 | Pistole           | Pistole                              | Pistole | Pistole | Pistole | Pistole | Pistole |
| --------------------------- | -------- | ---------------- | --------------------------------------- | ----------------- | ------------------------------------ | ------- | ------- | ------- | ------- | ------- |
| Glock 17                    |          | 9×19mm           | Pistola semiautomatica                  | Austria           |                                      |         |         |         |         |         |
| Glock 19                    |          | 9×19mm           | Pistola semiautomatica                  | Austria           |                                      |         |         |         |         |         |
| Mitragliatrici              |          |                  |                                         |                   |                                      |         |         |         |         |         |
| Uzi                         |          | 9×19mm           | Mitra                                   | Israele           | Rimpiazzato dal P90                  |         |         |         |         |         |
| MP5                         |          | 9×19mm           | Mitra                                   | Germania          | MP5A3 variante con calcio retrattile |         |         |         |         |         |
| FN P90                      |          | 5.7×28mm         | Mitra                                   | Belgio            | In uso dal 2014, ha sostituito l'Uzi |         |         |         |         |         |
| CZ Scorpion EVO 3           |          | 9×19mm           | Mitra                                   | Rep. Ceca         | variante A1 (select-fire)            |         |         |         |         |         |
| Fucili e carabine           |          |                  |                                         |                   |                                      |         |         |         |         |         |
| M4A1                        |          | 5.56×45mm        | Carabina                                | Stati Uniti       |                                      |         |         |         |         |         |
| FN SCAR-L                   |          | 5.56×45mm        | Fucile mitragliatore                    | Belgio            | variante SCAR-L CQC                  |         |         |         |         |         |
| Zastava M21                 |          | 5.56×45mm NATO   | Fucile mitragliatore                    | Serbia            | Ha sostituito Zastava M70            |         |         |         |         |         |
| Zastava M70                 |          | 7.62×39mm        | Fucile mitragliatore                    | Jugoslavia Serbia | Sostituito da Zastava M21            |         |         |         |         |         |
| Zastava M76                 |          | 7.92×57mm Mauser | Designated Marksman Rifle               | Jugoslavia Serbia |                                      |         |         |         |         |         |
| Accuracy International AXMC |          | .338 Lapua Mag   | Fucile di precisione                    | Regno Unito       | Acquistato nel 2014                  |         |         |         |         |         |
| Steyr Elite                 |          | .308 Winchester  | Fucile a otturatore girevole-scorrevole | Austria           | Successore dello Scout               |         |         |         |         |         |

### Veicoli
| Nome                  | Immagine | Origine          | Quantità | Note                              |
| --------------------- | -------- | ---------------- | -------- | --------------------------------- |
| Land Rover Discovery  |          | Regno Unito      | ignota   |                                   |
| Land Rover Defender   |          | Regno Unito      | 20+      |                                   |
| Toyota Land Cruiser   |          | Giappone         | ignota   |                                   |
| Mercedes-Benz G-Class |          | Germania         | ignota   | varianti G55 AMG e G270           |
| VW Golf               |          | Germania         | ignota   |                                   |
| VW Passat             |          | Germania         | ignota   |                                   |
| VW Transporter (T6)   |          | Germania         | ignota   |                                   |
| FORD E350             |          | Stati Uniti      | ignota   | veicoli corazzati donati dell'FBI |
| Peugeot 508           |          | Francia          | ignota   |                                   |
| SsangYong Rexton      |          | Corea del Sud    | ignota   |                                   |
| Škoda Yeti            |          | Rep. Ceca        | ignota   |                                   |
| Iveco LMV             |          | Italia           | ignota   |                                   |
| BRDM-2                |          | Unione Sovietica | ignota   |                                   |
| BOV                   |          | Jugoslavia       | 7        |                                   |

### Velivoli
| Nome                  | Immagine | Origine            | Quantità | Appunti                      |
| --------------------- | -------- | ------------------ | -------- | ---------------------------- |
| Bell 206 JetRanger    | </img>   | Stati Uniti        | 3        |                              |
| Campana 212           | </img>   | Stati Uniti        | 1        |                              |
| Campana UH-1 Irochese | </img>   | Stati Uniti        | 1        | Variante UH-1H.              |
| Mil Mi-8              | </img>   | Unione Sovietica   | 1        |                              |
| Gazzella aerospaziale | </img>   | Francia Jugoslavia | 4        | Prodotto da SOKO su licenza. |

La SIPA può utilizzare gli elicotteri in dotazione alle Forze Armate.

## Supporto internazionale
Molte ambasciate situate in Bosnia ed Erzegovina e i loro governi hanno riconosciuto l'importanza dell'agenzia SIPA e quindi sostengono da anni il lavoro di questa agenzia attraverso la donazione di attrezzature e altro materiale e supporto tecnico. Inoltre, con l'aiuto degli agenti internazionali presenti nel paese, gli ufficiali della SIPA sono in grado di migliorare le proprie conoscenze e competenze nelle migliori agenzie e accademie di polizia di tutto il mondo. La SIPA ha inoltre l'obbligo di cooperare strettamente con tutte le agenzie di intelligence e sicurezza della Bosnia ed Erzegovina, nonché con EUPM, Interpol e ICITAP.

## Missione e responsabilità
La SIPA è un'agenzia governativa all'interno del Ministero della Sicurezza della Bosnia ed Erzegovina. Ha indipendenza operativa; è stata fondata con lo scopo di svolgere il lavoro di polizia. Il capo della SIPA è il suo direttore.
La SIPA opera sulla base della professionalità, senza rappresentare, proteggere o indebolire gli interessi di alcun partito politico, o di alcuna organizzazione o società registrata, di alcun popolo costitutivo o di alcun altro popolo in Bosnia ed Erzegovina.
A seguito dell'adozione del seguente insieme di leggi nel 2004, da Agenzia per l'informazione e la protezione la SIPA si è trasformata in un corpo di polizia:
- Legge sull'Agenzia statale d'investigazione e protezione,
- Legge sugli impiegati di polizia,
- Legge sulla prevenzione del riciclaggio di denaro,
- Legge sulla protezione dei testimoni minacciati e in pericolo,
- Legge sul programma di protezione dei testimoni in Bosnia ed Erzegovina, ecc.

Oggi la SIPA ha numerosi compiti e obblighi prescritti dalla legge nell'ambito delle sue attività. Alcuni di questi obblighi sono:
- repressione e lotta al terrorismo
- repressione e lotta alla criminalità organizzata
- repressione e contrasto alla tratta di esseri umani
- repressione e lotta contro i gravi reati finanziari e la corruzione
- accertamento e indagine di atti criminali di crimini di guerra
- protezione dei testimoni nelle cause davanti al Tribunale della Bosnia ed Erzegovina
- fornire protezione a tutti i cittadini della Bosnia ed Erzegovina e migliorare il loro senso di sicurezza e fiducia nel sistema di sicurezza
- rafforzare la cooperazione con il pubblico e altri enti durante l'applicazione della legge
- mantenere una posizione di leadership e un partenariato riconoscibile durante la conduzione delle indagini internazionali
- la lotta contro tutte le forme e tipi di criminalità sotto la giurisdizione del Tribunale della Bosnia ed Erzegovina e della Procura della Bosnia ed Erzegovina